# Władysław Mykulak
Władysław Stepanowycz Mykulak, ukr. Владислав Степанович Микуляк (ur. 30 sierpnia 1984) – ukraiński piłkarz, grający na pozycji pomocnika.

## Kariera piłkarska

### Kariera klubowa
Wychowanek SDJuSzOR w Użhorodzie, barwy którego bronił w juniorskich mistrzostwach Ukrainy (DJuFL). Karierę piłkarską rozpoczął w składzie drugiej drużyny Zakarpattia Użhorod. 30 lipca 2005 debiutował w podstawowej jedenastce w Wyższej Lidze w meczu z Dynamem Kijów. Latem 2011 przeniósł się do klubu Krymtepłycia Mołodiżne. Po zakończeniu sezonu powrócił do Howerły Użhorod. Na początku marca 2013 został na pół roku wypożyczony do FK Połtawa. W marcu 2014 podpisał kontrakt z beniaminkiem białoruskiej Wyszejszej lihi klubem FK Słuck. Latem 2014 przeniósł się do Węgier, gdzie potem bronił barw klubów Várda SE i Tiszakanyár SE. Następnego lata wyjechał do Słowacji, gdzie występował w zespołach FK Baraninci i OFK Dlhé Klčovo. Latem 2016 powrócił do ojczyzny, zasilając skład FK Mynaj.

### Kariera reprezentacyjna
Występował w studenckiej reprezentacji Ukrainy.

## Sukcesy i odznaczenia

### Sukcesy reprezentacyjne
- mistrz Uniwersjady: 2009

### Odznaczenia
- tytuł Mistrza Sportu Klasy Międzynarodowej: 2009